# Festuca dmitrievae
Festuca dmitrievae là một loài thực vật có hoa trong họ Hòa thảo. Loài này được A.P.Khokhr. mô tả khoa học đầu tiên năm 1992 publ. 1993.